# Werner Hahn (Maler)

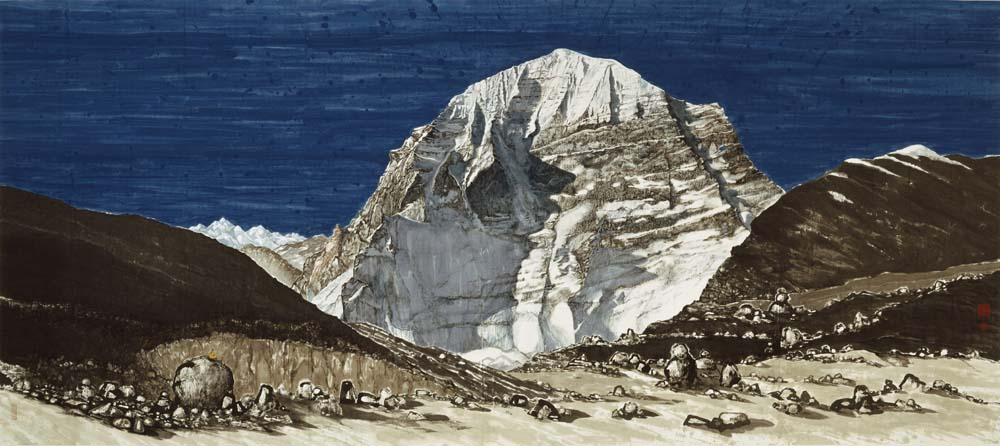
Thron der Götter (Abode of the Divine),
Chinesische Tusche, 2000, 143 × 317 cm

Werner Hahn (* 1944 in Karlsbad) ist ein deutscher Maler und Fotograf.
Er studierte (1961–1966) in Nürnberg Design und Fotografie. Anschließend unternahm er eine Studienreise durch Asien und lebte einige Jahre in Nepal und auf Bali. Von 1970 bis 1997 arbeitete er in Hongkong als Creative Director und vielfach ausgezeichneter Fotograf. Ab 1986 studierte er die traditionelle chinesische Pinselmalerei, eine Technik, die sein weiteres Schaffen prägte.
Hahns bevorzugtes Motiv ist der Berg Kailash (Kailasch), den er dreimal besuchte. Der Kailash ist 6714 m hoch und gilt dem Hinduismus (als Sitz des Gottes Shiva), dem Buddhismus und der Bön-Religion als heilig. Hahns Bilder sind oft großformatige Hänge- und Querrollen; das längste ist 12 m lang.
Er lebt in Nürnberg.

## Ausstellungen
- 1995: Hong Kong Arts Centre, Hongkong
- 1996: Plum Blossom Gallery, Hongkong
- 2000: Kreuzgang des Doms, Bamberg
- 2002: Galerie der Bayerischen Landesbank, München
- 2002: Museum für Ostasiatische Kunst, Berlin
- 2008: Großer Rathaussaal, zum Anlass des Besuchs des Dalai Lama, Nürnberg
- 2014: Bergwelten - Mulley, Walde, Hahn, Galerie Schüller, München
- 2018: Heilige Berge, Mystische Orte, Kunstmuseum, Erlangen
- 2022: Umwanderung des Mount Kailas, Bayrisches Staatsministerium, Nürnberg